# Jette Fleschütz
Jette Louisa Fleschütz ([ˈfleːʃʏt͡s], * 23. Oktober 2002 in Hamburg) ist eine deutsche Hockeyspielerin, die 2021 Europameisterschaftszweite war.

## Sportliche Karriere
Jette Fleschütz spielt im Mittelfeld beim Großflottbeker THGC. Von 2017 bis 2019 nahm sie an 42 Länderspielen in den verschiedenen Altersklassen im Juniorinnen-Bereich teil.
2021 debütierte sie in der Nationalmannschaft. Bei der Europameisterschaft in Amstelveen gewann die deutsche Mannschaft ihre Vorrundengruppe vor den Belgierinnen. Im Halbfinale siegte die deutsche Mannschaft mit 4:1 gegen Spanien, im Finale siegten die Niederländerinnen mit 2:0. Bei den Olympischen Spielen in Tokio belegte die deutsche Mannschaft den zweiten Platz in der Vorrunde. Im Viertelfinale schieden die Deutschen mit 0:3 gegen die Argentinierinnen aus. 2022 belegte Fleschütz mit der deutschen Mannschaft den vierten Platz bei der Weltmeisterschaft. Im Jahr darauf wurde die Mannschaft Dritte bei der Europameisterschaft in Mönchengladbach. Bei den Olympischen Spielen 2024 in Paris belegte Fleschütz mit der deutschen Mannschaft in der Vorrunde den dritten Platz. Im Viertelfinale unterlagen die Deutschen den Argentinierinnen im Shootout.
Jette Fleschütz bestritt 60 Länderspiele. (Stand 14. Juni 2024) 